# هدغرلي (باكينجهامشير)
هدغرلي (بالإنجليزية: Hedgerley)‏ هي قرية و أبرشية مدنية تقع في المملكة المتحدة في إنجلترا.  يقدر عدد سكانها بـ 873 نسمة ومساحتها 6.8 كم2 .